# Fortalezas tunnelbana
Fortalezas tunnelbana (portugisiska: Metrô de Fortaleza eller Metrofor) är ett nät av tunnelbana och light rail som betjänar storstadsregionen Fortaleza i Ceará, Brasilien.
Systemet består för tillfället av en tunnelbanelinje och två light rail-linjer, och ytterligare två linjer under byggnad (2023).
Tunnelbanan drivs av delstaten Ceará via företaget Companhia Cearense de Transportes Metropolitanos som ansvarar för att planera, konstruera och driva tunnelbane- och lätt spårtrafik i Ceará. Företaget driver även lätt spårtrafik i storstadsregionen Carirí och i Sobral.

## Linjer
För tillfället finns tre linjer vilka har ersatt och till stor del följer sträckningen av två nedlagda lokaltågslinjer och en tidigare godsjärnväg:
Linje Syd, en 24,1 km lång tunnelbanelinje som sträcker sig från centrala Fortaleza till Maracanaú, Vid Parangaba finns anslutning till bussterminal och Linje Nordost. I de centrala delarna går linjen i tunnel. Den öppnade för passagerartrafik i oktober 2014.
Linje Väst, en light rail-linje från centrala delarna av Fortaleza över kommungränsen till intilliggande Caucaia. Linjen trafikeras av dieseltåg.
Linje Nordost sammanbinder bussterminalerna vid Parangaba och Papicu och vidare till Mucuripe nära hamnen. Linjen trafikeras, liksom Linje Väst, av dieseldrivna light rail-tåg.
| Linje   | Sträckning                      | Stationer | Längd   | Typ        |
| ------- | ------------------------------- | --------- | ------- | ---------- |
| Syd     | Centrum – Parangaba – Maracanaú | 20        | 24,1 km | tunnelbana |
| Väst    | Centrum – Caucaia               | 10        | 19,5 km | light rail |
| Nordost | Parangaba – Papicu – Mucuripe   | 10        | 13,2 km | light rail |

Linje Öst är en helt underjordisk tunnelbanelinje under byggnad mellan centrala Fortaleza och stadens östra delar. En första sträcka binder samman de båda centrala stationerna på Linje Väst och Linje Syd med Linje Nordost vid Papicu. En senare förlängning till Edson Queiroz samt tre ytterligare stationer på den första sträckan har förberetts.
Flygplatsgrenen är en kort linje under byggnad mellan Fortalezas internationella flygplats och den nya stationen Expedicionários på Linje Nordost.
| Linje       | Sträckning                       | Stationer | Längd   | Typ        |
| ----------- | -------------------------------- | --------- | ------- | ---------- |
| Öst         | Centrum – Papicu – Edson Queiroz | 13        | 12,4 km | tunnelbana |
| Flygplatsen | Expedicionários – Aeroporto      | 2         | 2,4 km  | light rail |